# Верхнеокинский
Верхнеоки́нский — населённый пункт (участок) в Зиминском районе Иркутской области России. Входит в состав Масляногорского муниципального образования.

## География
Находится на левом берегу реки Оки, к юго-западу — в 28 км от центра сельского поселения, села Масляногорска, и в 80 км от районного центра — города Зима.

## Население
| 2002 | 2010 | 2011 | 2012 |
| ---- | ---- | ---- | ---- |
| 306  | ↘239 | →239 | ↘235 |

Гендерный состав
По данным Всероссийской переписи, в 2010 году в населённом пункте проживало 239 человек (130 мужчин и 109 женщин).